# Шеллі Тейлор-Сміт
Шеллі Тейлор-Сміт (англ. Shelley Taylor-Smith; нар. 3 серпня 1961) — австралійська плавчиня.
Чемпіонка світу з водних видів спорту 1991 року, призерка 1994 року.